# Mont-Louis (kanton)
Mont-Louis var en fransk kanton fra 1793 til 2015 beliggende i departementet Pyrénées-Orientales i regionen Languedoc-Roussillon. Kantonen blev nedlagt i forbindelse med en reform, der reducerede antallet af kantoner i Frankrig. Alle kommuner indår i den nye kanton Les Pyrénées catalanes.
Mont-Louis bestod i 2015 af 15 kommuner :
- Bolquère
- La Cabanasse
- Les Angles
- Formiguères
- Mont-Louis (hovedby)
- La Llagonne
- Matemale
- Saint-Pierre-dels-Forcats
- Fontpédrouse
- Sauto
- Puyvalador
- Fontrabiouse
- Réal
- Planès
- Caudiès-de-Conflent